# Šjan JH-7
Šjan JH-7 (poenostavljena kitajščina: 歼轰-7; tradicionalna kitajščina: 殲轟-7; pinjin: jiān hōng qī) lovski bombnik, znan tudi kot "FBC-1"; NATO oznaka Flounder) je dvomotorni nadzvočni lovski bombnik četrte generacije, ki so ga razvili na Kitajskem v 1980ih. Prvi let je bil 14. decembra 1998, v uporabo je vstopil leta 1992. Glavni uporabnik so Kitajske letalske sile in Kitajska mornarica, vsak s 120 letali. 
JH-7 se lahko oboroži z do 9 ton orožja. Največja hitrost je okrog Mach 1,75 (1800 km/h).

## Specifikacije (JH-7)
Podatki iz AVIC I, SinoDefence.com
Splošne karakteristike
- Posadka: 2
- Tovor: 9000 kg (19842 lb) bomb
- Dolžina: 22,32 m (73 ft 2 in)
- Razpon kril: 12,8 m (41 ft 7 in)
- Višina: 6,22 m (20 ft 4 in)
- Površina kril: m² (ft²)
- Teža praznega letala: 14500 kg (31900 lb)
- Maks. vzletna teža: 28475 kg[3] (62720 lb)
- Pogon letala: 2 × Šjan WS-9 turbofan z dodatnim zgorevanjem
  - Potisk motorjev (suh): 54,29 kN (12250 lbf)  vsak
  - Potisk motorjev z dodatnim zgorevanjem: 91,26 kN (20515 lbf) vsak

 Zmogljivost 
- Maks. hitrost: Mach 1,75 (1808 km/h, 1122 mph)
- Bojni radij: 1759 km (890 nm, 1093 milj)
- Največji doseg: 3700 km (1970 nm, 2299 milj)
- Višina leta: 16000 m (51180 ft)
- Obremenitev kril: kg/m² (lb/ft²)

Oborožitev

- Strelno orožje: 1× 23mm dvocevni GŠ-23L avtomatski top, 300 nabojev
- Nosilci za orožje: skupno 9: (6× pod krili, 2× na koncih kril, 1× pod trupom) s kapaciteto 9000 kg tovora
- Rakete: 57mm/90mm nevodljive ratete
- Izstrelki: 

  - Rakete zrak-zrak:
    - PL-5[4]
    - PL-8
    - PL-9

  - Protiladijske rakete:
    - Yingji-8K[5]
    - Yingji-82K[6]

  - Rakete zrak-zemlja:
    - CM-802A
    - Kongdi-88[7]
    - C-705
    - C-704

  - Protiradarske rakete:
    - Yingji-91[8]
    - LD-10
    - CM-102
- Bombe: 

  - Prostopadajoče bombe
  - Lasersko vodene bombe
    - GB1
    - GB5

  - Satelitsko vodene bombe
    - LS-6
    - FT-12
    - GB6
    - FT-2
    - FT-3
    - FT-6

Letalska elektronika

JL-10A radar